# Князев, Андрей Александрович
Андре́й Алекса́ндрович Кня́зев (род. 6 февраля 1986, Опытная Станция ВНИИК, Россия) — российский боксёр-профессионал выступающий в первой тяжёлой и тяжёлой весовых категориях. Мастер спорта по боксу в любителях. Среди профессионалов бывший чемпион по версиям WBO Oriental (2014—2015), PABA (2013) и чемпион России (2013—2017) в 1-м тяжёлом весе.

## Биография
Андрей Князев родился 6 февраля 1986 года в Воронеже.

### Любительская карьера
Активно заниматься боксом начал в раннем детстве, проходил подготовку в местном клубе «Олимпийские надежды» — с семьёй проживал в посёлке Опытная станция Хохольского района, откуда каждый день ездил тренироваться в воронежскую секцию. На любительском уровне становился чемпионом Центрального федерального округа, выигрывал турниры класса «А» в Туле и Рязани, за что был удостоен звания мастера спорта.

### Профессиональная карьера
Будучи поклонником таких боксёров как Мохаммед Али и Майк Тайсон, с самого начала собирался переходить в профессионалы, и в 2012 году перешёл, заключив контракт с новгородским промоутером Ильёй Кутузовым.
Дебют Князева на профессиональном ринге состоялся в марте 2012 года, когда в первом своём бою единогласным решением судей он победил петербуржца Сергея Мухаметшина. В течение года провёл ещё несколько удачных поединков и вскоре завоевал вакантный титул чемпиона по версии Паназиатской боксёрской ассоциации, одержав победу над представителем Азербайджана Анаром Маммадовым (бой продлился все двенадцать раундов и закончился единодушным судейским решением). В сентябре 2013 года Андрей Князев стал чемпионом России в первом тяжёлом весе — дважды отправил в нокдаун другого претендента на этот пояс Виталия Мугунова, после чего тот отказался от дальнейшего продолжения матча. Тем не менее, уже в следующем рейтинговом бою потерпел первое в карьере поражение, судейским решением от белоруса Юрия Быховцева.
Несмотря на неудачу, Князев продолжил выходить на ринг, в 2014 году защитил звание чемпиона России, взяв верх над претендентом Русланом Семёновым, а также выиграл вакантный титул восточного чемпиона по версии Всемирной боксёрской организации — в четвёртом раунде техническим нокаутом победил опытного грузинского боксёра Шалву Джомардашвили.
В апреле 2015 года встречался с олимпийским чемпионом с Украины Александром Усиком, на кону стоял титул интерконтинентального чемпиона WBO. В восьмом раунде в результате серии безответных ударов рефери засчитал технический нокаут, и таким образом Князев потерпел второе в профессиональной карьере поражение.
27 ноября 2017 года, проиграл техническим нокаутом в четвёртом раунде россиянину Алексею Егорову бой за титул чемпиона России в первом тяжёлом весе среди профессионалов.

## Статистика профессиональных боёв
В таблице перечислены результаты всех поединков боксёров.
В каждой строке указан результат поединка. Дополнительно номер поединка обозначен цветом, который обозначает итог поединка. Расшифровка обозначений и цветов представлена в нижеследующей таблице.
| Пример | Расшифровка                     |
| ------ | ------------------------------- |
|        | Победа                          |
|        | Ничья                           |
|        | Поражение                       |
|        | Планируемый поединок            |
|        | Поединок признан несостоявшимся |
| КО     | Нокаут                          |
| ТКО    | Технический нокаут              |
| PTS    | Решение судей (по очкам)        |
| UD     | Единогласное решение судей      |
| MD     | Решение большинства судей       |
| SD     | Раздельное решение судей        |
| RTD    | Отказ от продолжения боя        |
| DQ     | Дисквалификация                 |
| NC     | Поединок признан несостоявшимся |

| 24 поединка, 16 побед (9 нокаутом), 8 поражений. | 24 поединка, 16 побед (9 нокаутом), 8 поражений. | 24 поединка, 16 побед (9 нокаутом), 8 поражений. | 24 поединка, 16 побед (9 нокаутом), 8 поражений. | 24 поединка, 16 побед (9 нокаутом), 8 поражений. | 24 поединка, 16 побед (9 нокаутом), 8 поражений. | 24 поединка, 16 побед (9 нокаутом), 8 поражений.                                                      | 24 поединка, 16 побед (9 нокаутом), 8 поражений. |
| Бой                                              | Рекорд                                           | Дата                                             | Соперник                                         | Место боя                                        | Результат                                        | Данные о бое                                                                                          |                                                  |
| ------------------------------------------------ | ------------------------------------------------ | ------------------------------------------------ | ------------------------------------------------ | ------------------------------------------------ | ------------------------------------------------ | --- | ------------------------------------------------ |
| 24                                               | 16-8                                             | 22 августа 2020                                  | Арслан Яллыев (9-0)                              | Пирамида, Казань, Россия                         | UD 8                                             | Счёт: 72-80, 72-80, 72-80. Бой за вакантный титул чемпиона по версии WBC Youth Silver в тяжёлом весе. |                                                  |
| 23                                               | 16-7                                             | 26 мая 2018                                      | Рашид Кодзоев (5-0)                              | Академия бокса Локомотив, Москва, Россия         | UD 8                                             | Счёт: 74-79, 75-78, 76-77.                                                                            |                                                  |
| 22                                               | 16-6                                             | 27 ноября 2017                                   | Алексей Егоров (3-0)                             | ГЦКЗ Россия, Москва, Россия                      | TKO 4 (10), 0:51                                 | Бой за титул чемпиона России в 1-м тяжёлом весе.                                                      |                                                  |
| 21                                               | 16-5                                             | 27 мая 2017                                      | Юрий Быховцев (9-12-3)                           | Event-Hall, Солнечный, Россия                    | UD 8                                             | Счёт: 79-74, 77-76, 79-73.                                                                            |                                                  |
| 20                                               | 15-5                                             | 8 апреля 2017                                    | Игорь Пилипенко (5-31-2)                         | Клуб «Аура», Воронеж, Россия                     | RTD 4 (6), 3:00                                  | Пилипенко в нокдауне в 1 и дважды в 2 раундах.                                                        |                                                  |
| 19                                               | 14-5                                             | 23 декабря 2016                                  | Исмаил Силлах (24-3)                             | ДС Сучжоу, Сучжоу, КНР                           | TD 9 (10)                                        | Бой за вакантный титул WBO Asia Pacific. Счёт судей: 83-88, 84-87, 85-86.                             |                                                  |
| 18                                               | 14-4                                             | 15 декабря 2016                                  | Сергей Белошапкин (11-21-1)                      | Ресторан «Кин Ши Хан», Санкт-Петербург, Россия   | KO 1 (6) 2:05                                    | |                                                  |
| 17                                               | 13-4                                             | 23 сентября 2016                                 | Руслан Файфер (16-0)                             | ДС «Олимп», Краснодар, Россия                    | UD 8                                             | Счёт судей: 76-77, 73-79, 77-78.                                                                      |                                                  |
| 16                                               | 13-3                                             | 20 мая 2016                                      | Арсен Гуламирян (16-0)                           | ДС Версаль, Париж, Франция                       | UD 12                                            | Бой за титул чемпиона по версии WBA Continental.                                                      |                                                  |
| 15                                               | 13-2                                             | 27 февраля 2016                                  | Стив Тагнанг Момо (2-0)                          | Event-Hall, Солнечный, Россия                    | KO 2 (8) 1:40                                    | |                                                  |
| 14                                               | 12-2                                             | 22 августа 2015                                  | Илья Рольгейзер (3-1)                            | СК «Юбилейный», Воронеж, Россия                  | UD 10                                            | Бой за титул чемпиона России.                                                                         |                                                  |
| 13                                               | 11-2                                             | 18 апреля 2015                                   | Александр Усик (6-0)                             | Дворец спорта, Киев, Украина                     | TКО 8 (10) 2:24                                  | Бой за титул чемпиона по версии WBO Inter-Continental.                                                |                                                  |
| 12                                               | 11-1                                             | 27 сентября 2014                                 | Шалва Джомардашвили (37-8-2)                     | ДС «Динамо» в Крылатском, Москва, Россия         | TKO 4 (12) 1:10                                  | Бой за вакантный титул чемпиона по версии WBO Oriental.                                               |                                                  |
| 11                                               | 10-1                                             | 25 апреля 2014                                   | Руслан Семёнов (5-26-1)                          | ДС «Динамо» в Крылатском, Москва, Россия         | TKO 4 (10) 1:51                                  | Защита титула чемпиона России.                                                                        |                                                  |
| 10                                               | 9-1                                              | 30 ноября 2013                                   | Юрий Быховцев (6-5-2)                            | КСК Супер, Псков, Россия                         | UD 6                                             | |                                                  |
| 9                                                | 9-0                                              | 13 сентября 2013                                 | Виталий Мугунов (12-3)                           | Ресторан «Амбар», Тольятти, Россия               | RTD 7 (10) 3:00                                  | Бой за вакантный титул чемпиона России.                                                               |                                                  |
| 8                                                | 8-0                                              | 21 июня 2013                                     | Анар Маммадов (6-0)                              | ДС «Динамо» в Крылатском, Москва, Россия         | UD 12                                            | Бой за вакантный титул чемпиона PABA.                                                                 |                                                  |
| 7                                                | 7-0                                              | 27 апреля 2013                                   | Эльёр Гулумов (8-0)                              | Гигант-холл «Пароход», Псков, Россия             | UD 8                                             | |                                                  |
| 6                                                | 6-0                                              | 23 февраля 2013                                  | Рихардс Бигис (5-1)                              | Гостиница «Россия», Великий Новгород, Россия     | TKO 3 (8) 0:55                                   | Бигис был в нокдауне в 1 и 3 раундах.                                                                 |                                                  |
| 5                                                | 5-0                                              | 24 ноября 2012                                   | Руслан Семёнов (3-23-1)                          | КСК Супер, Псков, Россия                         | TKO 4 (6) 1:29                                   | |                                                  |
| 4                                                | 4-0                                              | 27 сентября 2012                                 | Станислав Лукьянчиков (0-7)                      | Клуб «Феникс», Санкт-Петербург, Россия           | UD 6                                             | |                                                  |
| 3                                                | 3-0                                              | 26 мая 2012                                      | Ахмад Саримсаков (2-0)                           | СК «Манеж», Великий Новгород, Россия             | UD 6                                             | |                                                  |
| 2                                                | 2-0                                              | 31 марта 2012                                    | Юрий Потанин (0-3)                               | Спорткомплекс СПбГУ, Санкт-Петербург, Россия     | TKO 3 (4) 2:35                                   | Потанин был в нокдауне во 2 и 3 раундах.                                                              |                                                  |
| 1                                                | 1-0                                              | 17 марта 2012                                    | Сергей Мухаметшин (0-1)                          | Боксёрский клуб «Энергия», Нарва, Эстония        | UD 4                                             | Дебют Князева в профессиональном боксе.                                                               |                                                  |
| Бой                                              | Рекорд                                           | Дата                                             | Соперник                                         | Место боя                                        | Результат                                        | Данные о бое                                                                                          |                                                  |